# Мільтіад Молодший
Мільтіад (грец. Μιλτιάδης) (близько 550 до н. е. — 489 до н. е.) — афінський полководець, афінський архонт, син Кімона Коалемоса Старшого, батько Кімона Молодшого (від фракійської принцеси Олори), тиран Херсонеса Фракійського до свого вигнання звідти персами у 494 до н. е. 490 до н. е. розбив персів при Марафоні. Помер 489 до н. е. у в'язниці, не змігши заплатити грошовий штраф за невдалу облогу Паросу.

## Біографія

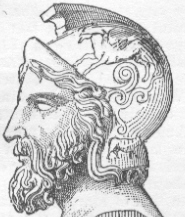
Мільтіад, афінський полководець

В 524 р. до н. е. був архонтом в Афінах, а потім (з 518 до н. е.) керував як тиран Херсонесом Фракійським, успадкувавши посаду від дядька, Мільтіада Старшого та брата Стесагора. Супроводжував Дарія Гістаспа в поході на скіфів і був разом з іншими греками залишений охороняти побудований персами міст через Дунай. Надалі було вигадано легенду, що нібито Мільтіад, коли про Дарія довго не було ніяких вістей, запропонував зламати міст і, відрізавши таким чином повернення персам, дарувати свободу іонійським грекам, втім ця «пропозиція» зустріла відсіч з боку Гістіея Мілетського, а також інших тиранів, які розуміли, що, нелюбі народом, вони тримаються лише перським впливом. Втім ця версія була необхідна Мільтіаду, щоб виправдатися перед народними зборами Афін за допомогу персам.
Під час повстання іонійських греків Мільтіаду вдалося захопити острови Імброс та Лемнос, скинувши тирана Гермона. Лемнос він подарував до Афінам, а Імброс залишив собі, при цьому виселивши місцевих мешканців. Це відбулося десь до 506 року до н. е. Водночас Мільтіад не брав участі в Іонійському повстанні. Втім, внаслідок наклепу тирана Лісагора з міста Парія підтримка персами Мільтіада похитнулася, тому він вимушений був думати про власну безпеку. Перед втечею з Херсонеса передав владу над містом небожу Стесагору. Мільтіад зібрав 5 трієр із скарбами й спробував прорватися до Афін. Одну з трієр із старшим сином Мільтіада — Метіохом — було захоплено фінікійським флотом персів, а сам Мільтіад зумів повернувся у 493 до н. е. до Афін. Тут він був звинувачений ворогами в тому, що став тираном у Фракії; але він виправдався вказівкою на добробут Херсонеса, якого той досяг завдяки Мільтіадові (виправдання базувалося на тому, що Мільтіад був тираном над колоністами, що перестали бути громадянами Афін, тому тиранія не стосувалася народних зборів Афін).
Коли перське військо під проводом Датіса і Артаферна наблизилося до меж Аттики, Мільтіад був вибраний до колегії з 10 стратегів для майбутньої війни. Знайомий з перською тактикою і зустрівши підтримку своїх планів у полемарха Каллімаха, Мільтіад переконав військову раду дати битву персам у відкритому полі. Отримавши завдяки добровільній поступливості решти стратегів в свої руки головне начальство над військом, Мільтіад скористався всіма вигодами місцеположення і, сильним натиском приголомшивши ворога, отримав над ним блискучу перемогу (у вересні 490 до н. е.) при Марафоні.
489 до н. е. афіняни здійснили похід проти островів, що відпали від них, і в цьому поході Мільтіад брав діяльну участь. Під його проводом афіняни взяли в облогу острів Парос, але його блокада закінчилася невдачею. Самого Мільтіада було поранено і, побоюючись наближення перського флоту, він повернувся до Афін, не досягнувши жодних результатів. Тут вороги знову звинуватили його перед народом, цього разу у зловживанні загальною довірою і в обмані народу. Він був засуджений до штрафу в 50 талантів і, оскільки він не зміг сплатити таку суму, його було кинуто до боргової в'язниці, де він і помер, імовірно, від отриманих при облозі Пароса ран.